# Frankrigs volleyballlandshold (damer)
Frankrigs volleyballlandshold er Frankrigs landshold i volleyball. Holdet har deltaget i VM tre gange og i EM flere gange (med en fjerdeplads som bedste placering). De vandt European Volleyball League 2022.